# Tiarp, Halmstads kommun
Tiarp är en bebyggelse nordväst om Halmstad i Halmstads kommun. Vid SCB ortsavgränsning 2020 klassades den som en småort.